# منصور الرحباني
منصور حنّا الرحباني (1925 - 13 يناير 2009)، موسيقي لبناني شهير، وأحد اثنين شكّلا في تاريخ الموسيقى العربية ما عُرف بالأخوين رحباني إلى جانب شقيقه عاصي.

## حياته
ولد في بلدة أنطلياس بلبنان، وهو ابن حنَّا إلياس رحباني. عاش مع شقيقه عاصي طفولة قاسية قبل أن يشتهرا في عالم الفن، ووصف منصور تلك المرحلة بقوله: «تشردنا في منازل البؤس كثيرًا. سكنّا بيوتا ليست ببيوت هكذا كانت طفولتنا».
قدم مع أخيه عاصي تحت اسم «الأخوين رحباني» عددًا كبيرًا من المسرحيات التي كانت فيروز بطلتها المطلقة في جميع مسرحياتهم.
وبعد وفاة عاصي عام 1986، ظهر اسمه لأول مرة منفردًا في مسرحية صيف 840 من بطولة غسان صليبا وهدى حداد شقيقة الفنانة فيروز، واستمر في الإنتاج بمسرحية أخرى وهي الوصية من بطولة غسان صليبا وهدى حداد، وقدّم كذلك مسرحية ملوك الطوائف من بطولة غسان صليبا وكارول سماحة ومسرحية أبو الطيب المتنبي من بطولة غسان صليبا وكارول سماحة ومسرحية حكم الرعيان بطولة الفنانة لطيفة ومسرحية آخر أيام سقراط من بطولة رفيق علي أحمد ومسرحية جبران والنبي المأخوذة عن نص لجبران خليل جبران ومسرحية زنوبيا من بطولة غسان صليبا وكارول سماحة. وآخر أعماله المسرحية الغنائية فكانت «عودة طائر الفينيق» من بطولة الفنانة هبة طوجي.

## منصور رحباني الشاعر
أصدر أربعة دواوين شعرية دفعة واحدة في 2007 وهي "القصور المائية" وأسافر وحدي ملكا" و"أنا الغريب الآخر" و"بحّار الشتي" باللغة العامية.

## الحياة الشخصية
تزوج تيريز أبو جودة في 7 يوليو 1957 ونظّم الزفاف في كنيسة السيدة في بكفيا. أنجب منها مروان وغدي وأسامة. وماتت قبل وفاته.

## المرض والوفاة
أدخل إلى مستشفى «أوتيل ديو» بعد إصابته بإنفلونزا حادة أثرت في رئتيه مما استدعى نقله إلى غرفة العناية الفائقة حيث مكث بها ثلاثة أيام، ثم أخرج منها لكنه بقي تحت المراقبة بعدما رفض الأطباء السماح له بالعودة إلى منزله، إلى أن توفي في 13 يناير 2009 عن عمر يناهز 83 عاماً بعد صراع مع المرض.

## أعماله

### مسرح غنائي
| - 1959: المحاكمة - 1960: موسم العز - 1961: البعلبكية - 1962: جسر القمر - 1962: عودة العسكر - 1963: الليل والقنديل - 1964: بياع الخواتم - 1965: دواليب الهوا - 1966: أيام فخر الدين - 1967: هالة والملك | - 1969: الشخص - 1969: جبال الصوان - 1970: يعيش يعيش - 1971: صح النوم - 1972: ناس من ورق - 1972: ناطورة المفاتيح - 1973: المحطة - 1973: قصيدة حب - 1974: لولو - 1975: ميس الريم | - 1977: بترا - 1980: المؤامرة مستمرة - 1982: الربيع السابع - 1988: صيف 840 - 1994: الوصية - 1998: آخر أيام سقراط - 2000: وقام في اليوم الثالث - 2001: أبو الطيب المتنبي - 2003: ملوك الطوائف - 2004: حكم الرعيان | - 2006: زنوبيا - 2008: عودة طائر الفينيق |

### أفلام
- 1965: بياع الخواتم
- 1967: سفر برلك
- 1968: بنت الحارس
- 1971: عودة حميدو (قصة)
- 2009: سيلينا

### موسيقى
- 1998: آخر مرة غنيتلك، فيروز (كلمات وألحان)
- 2003: أنا لو بقدر، كارول سماحة (ألحان)

### شعر
- سمراء مها (بالاشتراك مع عاصي)
- 2007: القصور المائية
- 2007: أسافر وحدي ملكا
- 2007: أنا الغريب الآخر
- 2007: بحّار الشتي شعر محكي (بالعامية)

## روابط خارجية
- منصور الرحباني على موقع IMDb (الإنجليزية)
- منصور الرحباني على موقع ميوزك برينز (الإنجليزية)
- منصور الرحباني على موقع أول ميوزيك (الإنجليزية)
- منصور الرحباني على موقع ديسكوغز (الإنجليزية)
- منصور الرحباني على موقع قاعدة بيانات الفيلم (الإنجليزية)

## بيبليوغرافيا
- 2017: الظاهرة الرحبانية.. مسيرة ونهضة، هاشم قاسم، دار بيسان